# Bahnstromnetz

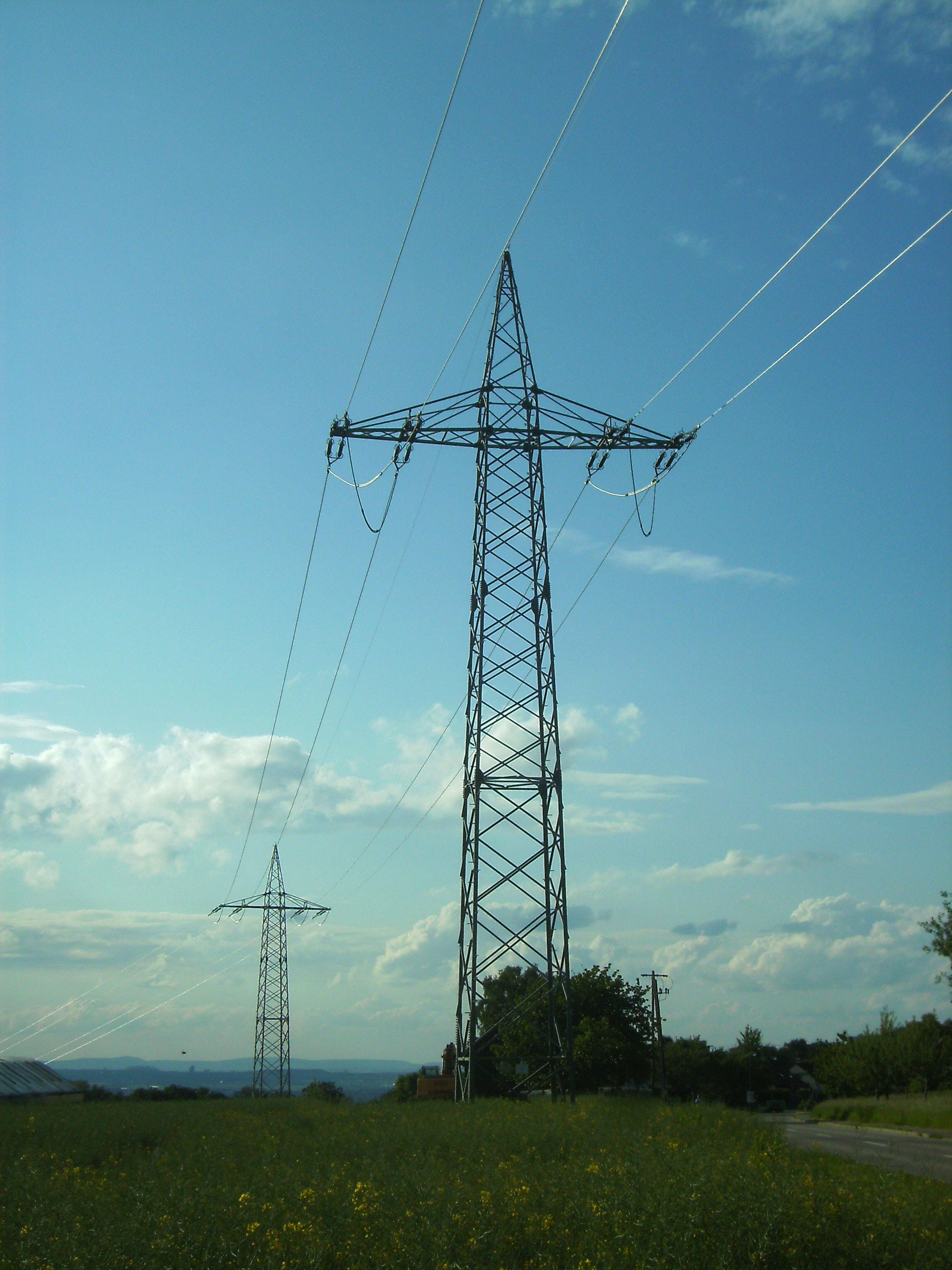
Bahnstromleitung mit 110 kV

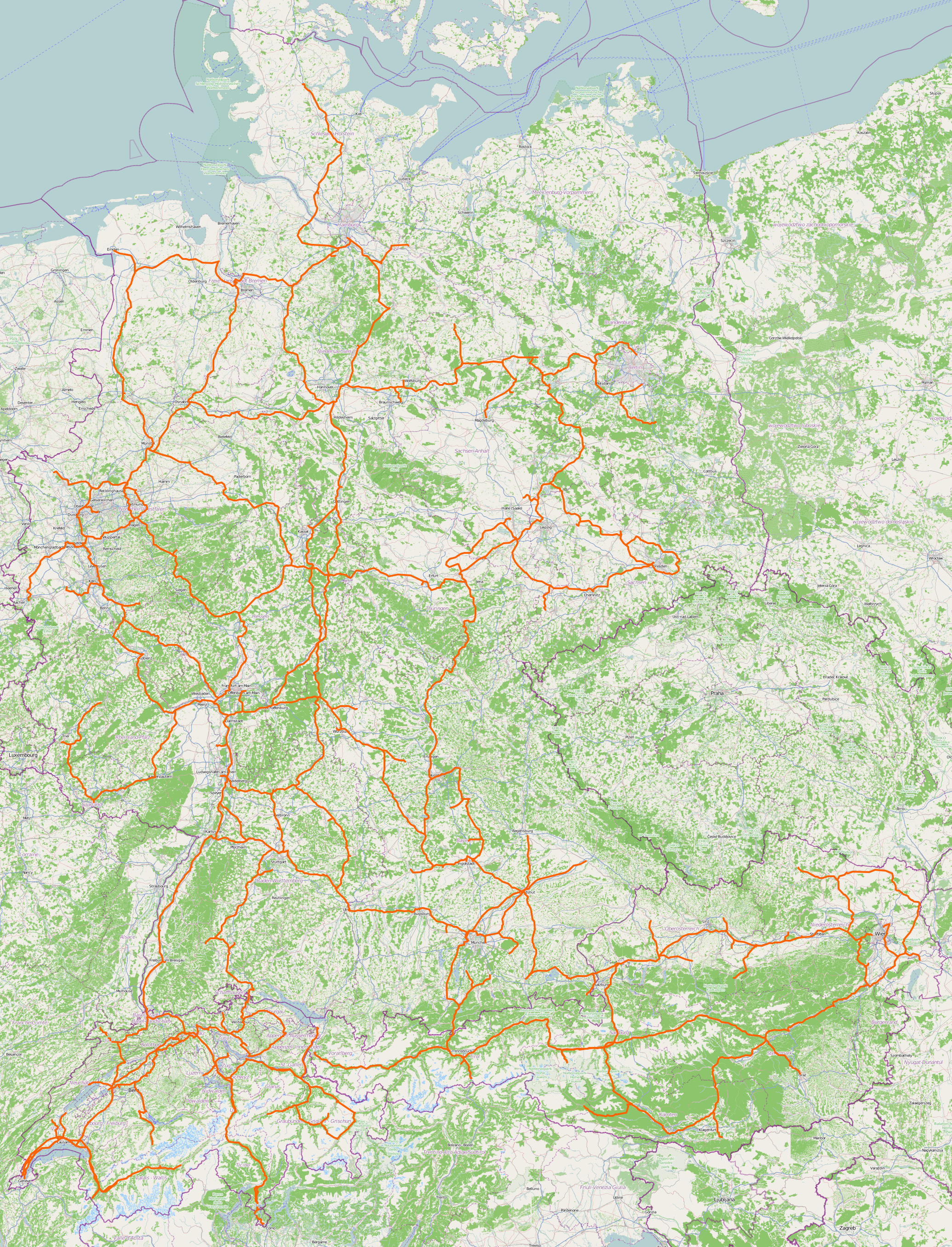
Karte des mitteleuropäischen Bahnstromnetzes

Das Bahnstromnetz ist ein separat vom öffentlichen Stromnetz arbeitendes Übertragungsnetz mit Hochspannungs-Bahnstromleitungen, das Bahnstromanlagen mit Bahnstrom versorgt. Die Hochspannung aus dem Bahnstromnetz wird in Unterwerken durch Transformatoren auf Mittelspannung für die Oberleitungen von elektrifizierten Eisenbahnstrecken umgesetzt.
Da es sich bei Bahnstrom im Vergleich zum öffentlichen Stromnetz um Einphasenwechselstrom mit verminderter Frequenz handelt, werden Bahnstromanlagen meist flächendeckend über ein unabhängiges Bahnstromnetz mit Bahnstrom versorgt, der zentral in großen Umformerwerken oder in eigenen Bahnkraftwerken erzeugt wird.
Alternativ ist es möglich, in den Unterwerken Strom aus dem öffentlichen Stromnetz mit Hilfe rotierender Umformer oder elektronischer Umrichter dezentral in Bahnstrom umzuformen. Bei Bahnen, die mit Gleichstrom fahren, wird dieses Verfahren grundsätzlich angewandt. Bahnen, die mit üblichem Bahnstrom fahren, werden in Mecklenburg-Vorpommern, Sachsen-Anhalt, Norwegen und Südschweden dezentral aus dem öffentlichen Stromnetz versorgt, so dass in diesen Gebieten auf eigene Bahnstromnetze verzichtet wird.

## Technische Daten
Das deutsche Bahnstromnetz, betrieben von der DB Energie, arbeitet bei einer Frequenz von 16,7 Hz und verfügt über 110-kV-Hochspannungsleitungen mit einer Gesamtlänge von 7 936 km (Stand: 2020). Die elektrifizierten Eisenbahnstrecken mit dem Spannungsniveau 15 kV haben eine Länge von 19 715 km. Einspeisepunkte sind eigene Kraftwerke, Anbindungen an das Verbundnetz und das österreichische und schweizerische Bahnstromnetz. Lastwechsel von 350 MW pro Minute aufgrund anfahrender und verzögernder Züge sind üblich.
Das österreichische 15-kV-Bahnstromnetz, betrieben von der ÖBB Infrastruktur ist etwa 2 100 km lang und ist mit dem deutschen Bahnstromnetz an 2 Stellen galvanisch (= elektrisch leitend) verbunden. Das gemeinsam betrachtete somit etwa 10 000 km lange Stromnetz ist das größte mit Erdschlusskompensation gelöschte Netz der Welt.

## Spannungsebenen

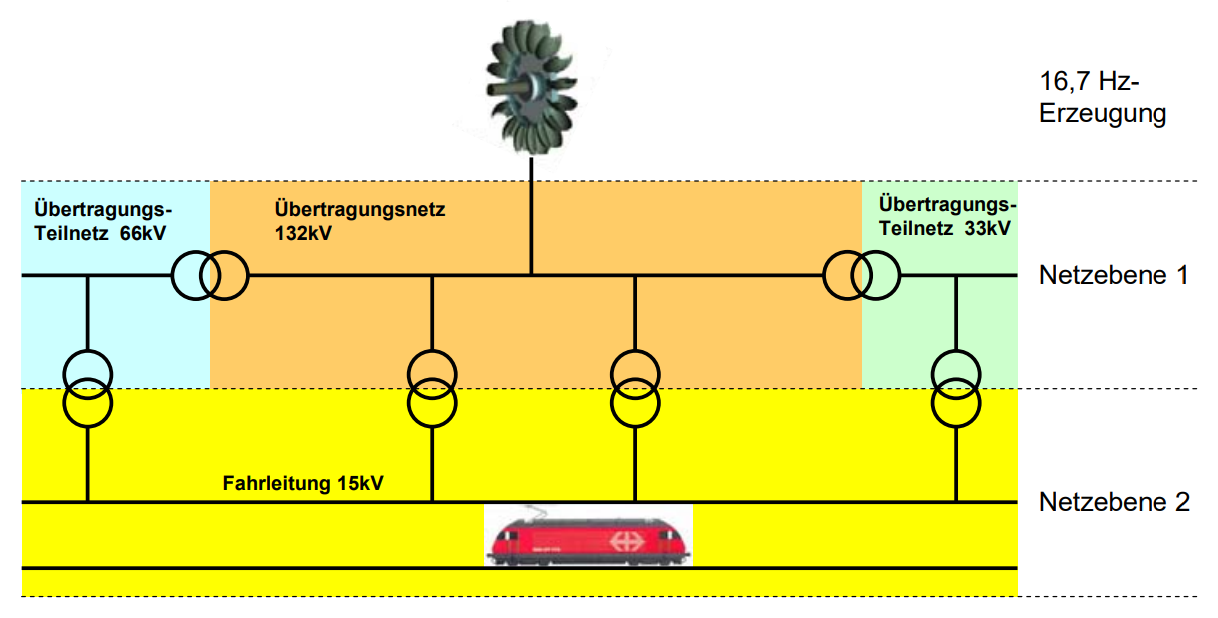
Zuordnung der Spannungs- und Netzebenen in der Bahnstromversorgung der Schweiz

Wie im öffentlichen Stromnetz gibt es mehrere Spannungsebenen, zumindest eine Hochspannungsebene für das Übertragungsnetz und eine Mittelspannungsebene für das Verteilnetz. Wo es sich anbietet, sind die Leitungen der Hochspannungsebene gemeinsam mit Stromkreisen des öffentlichen Hochspannungsnetzes auf Hybridmasten verlegt.
In Deutschland und Österreich wird das Hochspannungs-Bahnstromnetz mit 110 kV sowie im Bereich der Wiener S-Bahn auch mit 55 kV betrieben; in der Schweiz bestehen zwei Hochspannungsebenen (132 kV und 66 kV) mit praktisch gleicher Funktion.
Die in allen drei Ländern mit 15 kV betriebene Mittelspannungsebene dient dazu, den Triebfahrzeugen den Bahnstrom über die Oberleitung zuzuführen. Abweichend vom Standard beträgt die Fahrdrahtspannung im Schmalspurnetz der Rhätischen Bahn und der Matterhorn-Gotthard-Bahn aus historischen Gründen nur 11 kV.

## Gebiete mit Bahnstromnetzen

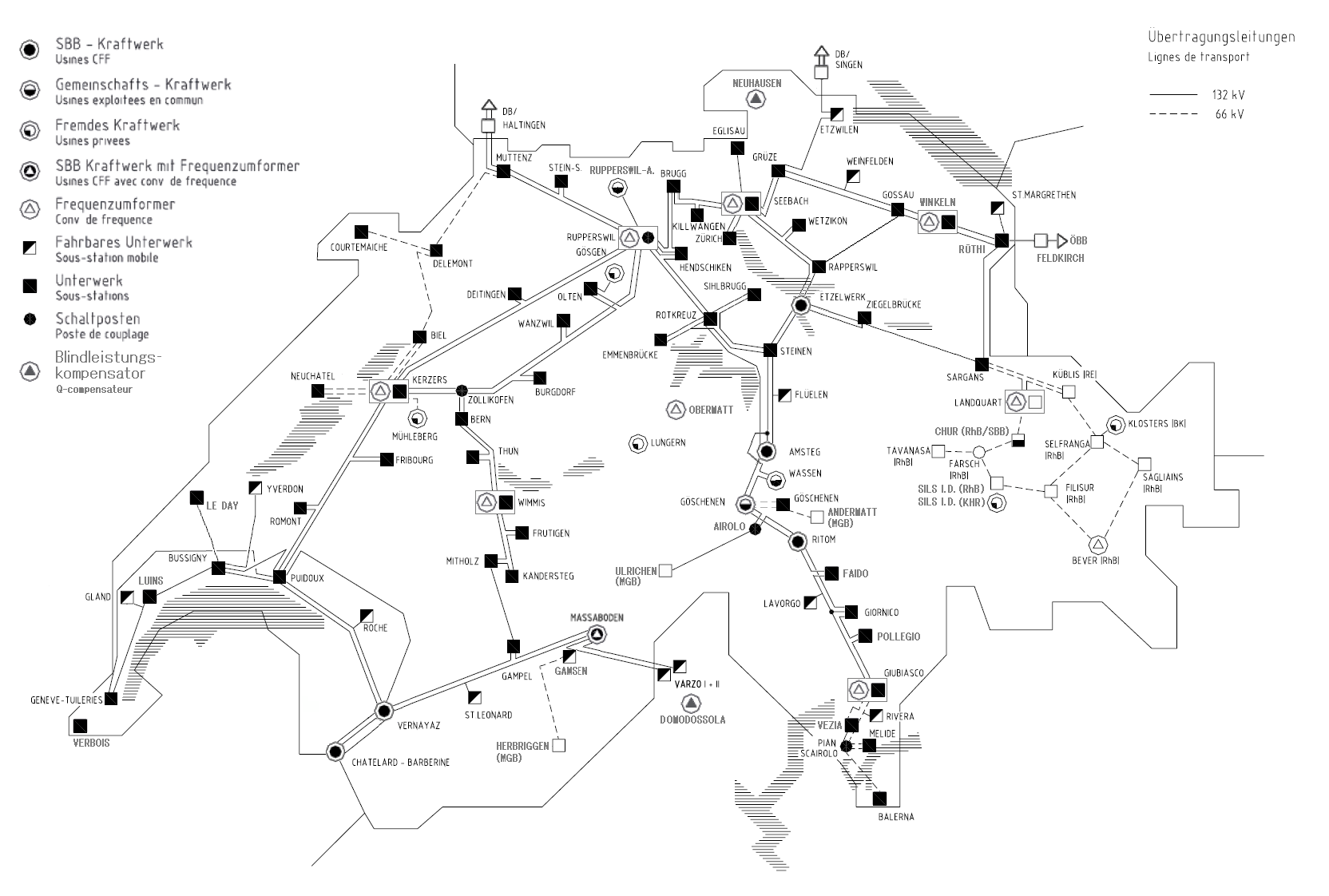
Schweizer Bahnstromnetz

- Deutschland (außer Mecklenburg-Vorpommern, Teile Brandenburgs und Oberschwaben)
- Österreich. Es existieren neben dem von den ÖBB mit 16,7 Hz (15 kV Oberleitungsspannung) betriebenen Bahnstromnetz mehrere Bahnstromnetze wie ein System mit 25 kV und 50 Hz auf der Raab-Oedenburg-Ebenfurter Eisenbahn
- Schweiz
- Nordschweden
- Südnorwegen, versorgt vom Wasserkraftwerk Hakavik. Sonst wie in Schweden dezentrale Bahnstromversorgung.
- USA (im Gebiet um die Städte Washington und New York zur Versorgung der dort mit Einphasenwechselstrom mit einer Frequenz von 25 Hz betriebenen Bahnen)